# Барделло
Барделло (итал. Bardello) — коммуна в Италии, располагается в провинции Варесе области Ломбардия.
Население составляет 1218 человек (2008 г.), плотность населения составляет 609 чел./км². Занимает площадь 2 км². Почтовый индекс — 21020. Телефонный код — 0332.
Покровителем коммуны почитается святой первомученик Стефан, празднование 26 декабря.

## Демография
Динамика населения:

## Администрация коммуны
- Официальный сайт: